# Canned Heat
Canned Heat är ett amerikanskt blues- och rockband bildat i Los Angeles i Kalifornien år 1965. Från september 2021 består gruppen av Dale Spalding (sång., gitarr, munspel), Adolfo "Fito" de la Parra (trummor), Jimmy Vivino (gitarr, sång) och Rick Reed (bas). Genom åren har bandet haft en rad olika medlemmar men den mest bekanta sättningen varade från hösten 1967 till sommaren 1969 och bestod av de la Parra (trummor), Bob Hite (sång), Alan Wilson (munspel, gitarr, sång), Henry Vestine (gitarr) och  Larry Taylor (bas).

## Historia

### 1965–1970

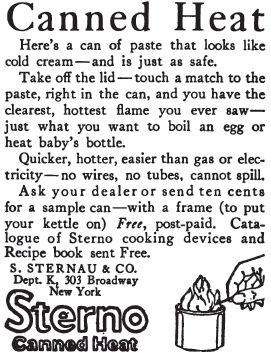
Annons för Sternos "Canned Heat" (1915), en burk med alkoholgel (denaturerad med metanol) som användes som brännare vid matlagning. Tommy Johnsons "Canned Heat Blues" handlar om vådan att använda produkten i berusningssyfte.

Canned Heat (namnet togs från Tommy Johnsons låt "Canned Heat Blues" som spelades in 1928) bildades i Los Angeles 1965 av blueshistorikerna John Fahey, Mike Perlowin (född 11 januari 1946, död 2021), Bob Hite och Alan Wilson. Fahey hoppade av i ett mycket tidigt skede och i stället anslöt sig basisten Stuart Brotman, batteristen Keith Sawyer och gitarristen Kenny Edwards. Gruppen höll sin första repetition den 19 november 1965. Det dröjde inte längre förrän Perlowin, Edwards och Sawyer sparkades för att ersättas av gitarristen Henry Vestine och trummisen Ron Holmes, som i sin tur snart ersattes av Frank Cook (född 6 januari 1942, död 9 juli 2021). Edwards bildade vid samma tid folkrockbandet Stone Poneys tillsammans med Linda Ronstadt och Bob Kimmel.
Med denna reviderade line up genomförde Canned Heat sina första studioinspelningar under 1966. Materialet, som utgavs först flera år senare under titeln Vintage Heat, bestod av bluesstandards av artister som Elmore James. Hite sjöng och Wilson spelade gitarr och munspel. Stuart Brotman lämnade gruppen vid årsskiftet 1966/67. Han ersattes under en kort period av Mark Andes (som senare dök upp i  Spirit och Heart) innan Larry Taylor blev medlem i mars 1967. I november samma år ersattes Frank Cook av Adolfo "Fito" de la Parra, som fortfarande är medlem i gruppen. Frank Cook fortsatte i gruppen Pacific Gas & Electric. Han kallade sig senare Frank Clayman Cook och var verksam som psykolog i Los Angeles.
Canned Heat gav ut sitt första album Canned Heat tre veckor efter att de medverkat på Monterey Pop Festival. Det var dock med uppföljaren Boogie With Canned Heat från 1968 som gruppen slog igenom. De största hitsen från det albumet blev "On the Road Again" och "Amphetamine Annie". Detta album gjorde också gruppen populärt bland hippies. Senare samma år spelade gruppen in det experimentella dubbelalbumet Living the Blues, vilket inkluderade den stora hiten "Going Up the Country" som Alan Wilson skapade med 1920-talsmusikern Henry Thomas "Bulldoze Blues" som förebild. Albumet innehöll även den psykedeliska "Parthenogenesis" och en över fyrtio minuter lång "Refried Hockey Boogie" - en liveinspelning som fyllde hela den andra LP:n i albumet.
Från början var Canned Heat ett renodlat bluesband, men gruppen började experimentera mer och mer, särskilt på albumet Hallelujah, vilket många räknar som gruppens mest helgjutna. Låtar som "Time Was" och "Change My Ways" var ytterligare två mycket starka Alan Wilson-kompositioner, men någon riktig listframgång fick man aldrig med detta material. Inte heller singeln "Poor Moon", som skrevs med anledning av månlandningen, blev någon större kommersiell framgång, men den visade på gruppens vilja att förena bluesmusikens stämning med ett engagemang för den framväxande miljörörelsen. Alan Wilson var en aktiv ekolog och miljövän, och hans budskap präglade inte bara "Poor Moon" utan hela det följande albumet Future Blues, som släpptes sommaren 1970. Albumet höll samma höga kvalitet som det föregående, och denna gång lyckades man dessutom återigen få en större hit, nämligen med en cover av Wilbert Harrisons "Let's Work Together".
Under 1969 hade olika interna konflikter seglat upp bland bandmedlemmarna, något som Alan Wilson skildrade i sin "Time Was". Särskilt ansträngd blev relationen mellan basisten Larry Taylor och gitarristen Henry Vestine. Taylor hade svårt att acceptera Vestines drogkonsumtion, och sedan Vestine uppträtt drogpåverkad och svarat för ett svagt framträdande på Fillmore West i San Francisco tvingades han lämna gruppen i augusti 1969. Mike Bloomfield erbjöds platsen som gitarrist, men han tackade nej. Budet gick vidare till Harvey Mandel som inte var nödbedd. Den 16 augusti 1969, bara några dagar efter gitarristbytet, gjorde Canned Heat ett bejublat framträdande på Woodstockfestivalen.

### 1970–1980
Med samma sättning som på Woodstockfestivalen spelade Canned Heat i början av 1970 in albumet Live in Europe. De interna stridigheterna fortsatte dock, och de ledde på våren 1970 till att både Taylor och Mandel lämnade gruppen. Duon anslöt sig omgående till John Mayalls band för att spela in albumet USA Union (1970). Under årens lopp har både Taylor och Mandel emellertid återvänt till Canned Heat för kortare eller längre sejourer. Taylor har även spelat med en rad andra musiker, däribland Tom Waits och Kim Wilson. Harvey Mandel återupptog solokarriären i början av 1970-talet. År 1972 utgav han albumet The Snake där både Larry Taylor och "Fito" de la Parra medverkade. I mitten av 1970-talet var han nära att bli rekryterad till Rolling Stones, men platsen tillföll till slut Ron Wood.
Mandels och Taylors avhopp gjorde det möjligt för Henry Vestine att återvända till Canned Heat. Antonio "Tony" de la Barreda, som Fito de la Parra kände sedan tiden i Mexiko, rekryterades samtidigt för att ersätta Taylor som basist. En stor uppgift väntade omgående för denna nya line up. I april och maj 1970, spelade Canned Heat nämligen in den klassiska dubbel-LP:n Hooker'n'Heat tillsammans med John Lee Hooker. Skivan, som kan betraktas som en av gruppens konstnärliga höjdpunkter, släpptes i januari 1971. Canned Heats främste låtskrivare och musikaliske ledargestalt Alan Wilson led periodvis av djupa depressioner, och under våren 1970 förvärrades hans tillstånd. Han försökte begå självmord vid två tillfällen och intogs på ett psykiatriskt sjukhus. Gruppen valde att spela in Hooker'n'Heat i en studio alldeles i närheten av sjukhuset, dit Wilson återvände efter varje avslutat inspelningspass. Under denna tid lämnade han gruppen, men han återkom efter två veckor.
På försommaren 1970 blev Wilson utskriven, varpå han flyttade in hos Bob Hite i Topanga Canyon. I låten "Human Condition", inspelad i juli 1970, skildrade Wilson sina erfarenheter från mötena med en terapeut. Den 29 augusti 1970 spelade Wilson med Canned Heat, varefter medlemmarna skildes åt för att förbereda sig några dagar inför en stundande längre Europaturné. Den 2 september hade man gjort upp att mötas vid flygplatsen i Los Angeles för att resa till Berlin i Tyskland. De övriga medlemmarna väntade på flygplatsen, men Wilson dök aldrig upp. Ingen vet säkert vad Wilson gjorde under dessa dagar. Någon gång under den 2 september körde han sin bil till Hites hus, i vars närhet han brukade campa och sova under bar himmel. Enligt polisrapporten påträffades han död i sin sovsäck klockan 10.30 på morgonen den 3 september. Rapporten uppger att en man vid namn Craig Hoppe gjorde upptäckten, men Canned Heats manager Skip Taylor hävdar att det var han. Någon fullständig klarhet kring vad som skedde uppnåddes aldrig.
Canned Heat fullföljde Europaturnén trots Wilsons bortgång. Mot slutet av turnén förstärktes gruppen med gitarristen och sångaren Joel Scott Hill. År 1971 spelade gruppen in albumet Historical Figures and Ancient Heads, vilket innehöll deras sista stora hit "Rockin' with the King" på vilken Little Richard medverkade. Det hektiska turnerandet och flera av medlemmarnas bruk av droger utsatta gruppen för svåra inre slitningar. Kring årsskiftet 1971/72 lämnade först Hill och sedan de la Barreda bandet, varpå följde en ny reorganisering. Hill hade redan dessförinnan utgivit soloalbumet L.A. Getaway och han blev några år senare medlem av The Flying Burrito Brothers. Tony de la Barreda, som spelade med en rad bluesmusiker i Mexiko och USA, avled den 19 februari 2009.
I Canned Heat inkallades sångaren och gitarristen James Shane som ersättare för Hill. Bob Hites yngre bror Richard Hite tog sedan över som basist efter de la Barreda. Dessutom rekryterades pianisten Ed Beyer till denna version av gruppen, som brukar kallas "The New Age Band" efter titeln på albumet The New Age från 1973. På detta album tog de nya medlemmarna stor plats. Richard Hite skrev bland annat låten "Keep it Clean" medan James Shanes "Harley Davidson Blues" tillhörde de låtar som gruppen ofta framförde live långt in på 2000-talet. Shane komponerade även "Looking for my Rainbow", där Clara Ward medverkade kort före sin död.
Inspelningar från denna tid inkluderade även albumet Memphis Heat, som spelades in under två olika tillfällen 1972 respektive 1973 samt Gates on the Heat. Det förstnämnda var ett samarbete med Memphis Slim, det andra med Clarence "Gatemouth" Brown. År 1974 utgav Canned Heat dessutom albumet One More River to Cross, denna gång inte på Liberty utan på Atlantic.
I mitten av 1970-talet upplöstes "The New Age Band", varvid Shane, Beyer och Vestine lämnade gruppen. De la Parra och bröderna Hite kallade in gitarristen och sångaren Mark Skyer, gitarristen Chris Morgan och pianisten Gene Taylor. Den sistnämnde lämnade dock bandet efter en kort tid före att senare spela med The Blasters och Fabulous Thunderbirds. Denna upplaga av Canned Heat brukar kallas "Human Condition line up", efter albumet Human condition, som spelades in 1977 och släpptes året därpå. Hösten 1978 gjorde denna sättning ett bejublat framträdande vid Tribal Stomp-festivalen i Berkeley, som arrangerades av Chet Helms. Som ersättare för Gene Taylor medverkade nu pianisten Ronnie Barron, vars soloalbum Blue Delicacies från denna tid producerades av Fito de la Parra och Larry Taylor. År 1979 sprack även denna version av Canned Heat, främst som en följd av motsättningar mellan bröderna Hite. Richard Hite, Chris Morgan och Mark Skyer lämnade alla bandet, som därmed endast bestod av Bob Hite och Fito de la Parra. Dessa båda gjorde en ny kraftsamling genom att rekrytera gitarrvirtuosen och bluesbegåvningen Michael Mann, känd under namnet "Hollywood Fats". Dessutom återvände Ronnie Barron samt Larry Taylor, som hoppat av nio år tidigare. Både Bob Hite och "Hollywood Fats" var rejält överviktiga och – med anspelning på filmen Blues Brothers – började de kalla sig "Burger Brothers", vilken blev benämningen på denna version av Canned Heat. Ronnie Barrons medverkan blev inte långvarig, varför i stället den blinde pianisten Jacob Astor "Jay" Spell (född 22 december 1945, död 30 december 2010) inkallades. En inspelning med denna sättning från Woodstockfestivalens tioårsjubileum 1979 utgavs 1995 under titeln In Concert. I början av 1980 gick "Burger Brothers" skilda vägar, varvid Mann och Taylor återvände till sitt gamla Hollywood Fats Band. Michael Mann ersatte i mitten av 1980-talet Dave Alvin i The Blasters, men han dog redan vid 32 års ålder 1986 till följd av en överdos.

### 1980–1990
Canned Heat fortsatte med Mike Halby (född 29 november 1943, död 21 oktober 2008) som ny frontman bredvid Bob Hite. Ernie Rodriguez tog över som basist och dessutom återvände Henry Vestine. Trots att gruppens popularitet åter började öka var medlemmarna, och särskilt Bob Hite, märkta av motgångarna under 1970-talet. Ständiga medlemsbyten, motsättningar, ekonomiska svårigheter och problem med skivkontrakt hade tagit på krafterna. Hite föll djupare ned i beroendet av droger och alkohol. I början av april 1981 överdoserade Hite heroin och kokain under en konsert på Palomino Club i Los Angeles. Han var vid sin bortgång 38 år gammal. 
Trots ännu en tragedi genomförde Canned Heat på hösten 1981 en längre turné i Australien, nu förstärkta med Ricky "Cherry Red" Kellogg på munspel och Walter Trout som ersatte Henry Vestine. Oenighet om musikalisk inriktning samt problem med ekonomi och med ledningen av bandet gjorde till sist att Fito de la Parra omkring 1984 sparkade Trout, Halby, Rodriquez och Kellogg. Henry Vestine och Larry Taylor slöt fred 15 år efter sin beryktade konflikt 1969. Tillsammans med de la Parra och den nye frontmannen James Thornbury (James T) bildade de en ny version av det klassiska bandet, vilken 1985 genomförde en turné för att fira Canned Heats tjugoårsjubileum. Även Ronnie Barron ingick i mitten av 1980-talet i gruppen på nytt. På John Lee Hookers album The Healer bidrog Canned Heat med en låt, där dock Charlie Musselwhite tillfälligt ersatte Thornbury på munspel. Sämjan mellan Taylor och Vestine varade inte länge, utan vid årsskiftet 1987/88 ersattes Vestine av Junior Watson. De la Parra, Taylor, Thornbury och Watson utgav 1988 albumet Reheated, som ansågs vara gruppens bästa sedan början på 1970-talet. Bland låtarna kan nämnas en cover på Tom Waits "Gunstreet Girl".

### 1990–2000
Denna version av Canned Heat höll ihop till början av 1990-talet. Junior Watson hoppade av och ersattes med gruppens första och hittills enda kvinnliga medlem, Becky "Litte Bit Wild" Barksdale. Hon hoppade i sin tur av 1993 och vid samma tid gick Taylor och de la Parra skilda vägar efter en konflikt. De la Parra, Thornbury och den nye basisten Ron Shumake (1948-2014) fick sällskap av Harvey Mandel, som alltså återvände som medlem efter 23 år utanför bandet. Mandel ersattes dock snart av Junior Watson, som gjorde comeback i gruppen. I mitten av 1990-talet skedde sedan nya medlemsbyten. Basisten Shumake ersattes av Mark Goldberg, som i sin tur följdes av Greg Kage. Henry Vestine återvände ännu en gång, men Watson kvarstod samtidigt. Efter tio år som frontfigur lämnade James T. gruppen för att gifta sig och flytta till Australien. En ersättare hittade de la Parra i Robert Lucas  .
Henry Vestines hälsa sviktade betänkligt i mitten av 1990-talet, men han fortsatte att turnera med bandet. I oktober 1997 hade Canned Heat just slutfört en turné när Vestine påträffades död på ett hotellrum i Paris. I mars samma år hade Ronnie Barron gått bort. För att hedra Vestine spelade de la Parra, Lucas, Watson och Kage in albumet Blues Band, där även Larry Taylor medverkade.
År 1998 bestod Canned Heat av Lucas, de la Parra, Kage och Larry Taylor, som nu spelade elgitarr i stället för bas. Året därpå turnerade de la Parra, Lucas och Kage med Harvey Mandel och gitarristen Paul Bryant. Man spelade även in studioalbumet Boogie 2000, där man fick en mindre hit med en cover på Fats Dominos "Wait and See".

### Efter 2000
Vid millennieskiftet lämnade Lucas, Bryant och Mandel gruppen. De la Parra och Kage kallade i stället in Dallas Hodge, Stanley Behrens och John Paulus (född 8 april 1953) och med denna besättning utgav gruppen albumet Friends in the Can (2003). I början av 2005 lämnade Paulus gruppen och han ersattes tillfälligt av Don Preston. Med denna sättning genomförde Canned Heat en turné, bland annat till Sverige, för att fira bandets fyrtioårsjubileum. Under hösten 2005 rekryterades i stället gitarristen Barry Levenson till gruppen. Levenson, som vuxit upp i Pittsburgh, hade tidigare spelat med en rad bluesveteraner, däribland Lowell Fulson och Big Mama Thornton.
I slutet av 2005 lämnade Dallas Hodge och Stanley Behrens bandet; i stället återvände Robert Lucas. Från slutet av 2005 till hösten 2008 bestod Canned Heat således av Fito de la Parra, Robert Lucas, Greg Kage och Barry Levenson. Under några konserter sommaren 2007 medverkade Larry Taylor och Harvey Mandel. Vid gruppens framträdande på Broadbeach Blues Festival i Australien i maj 2007 ingick tillfälligt James Thornbury. Pianisten och sångaren Jay Spell, som var medlem i bandet åren kring 1980, medverkade återigen på gruppens Christmas album, som utgavs i september 2007. Fito de la Parra, som oavbrutet varit medlem i gruppen under fyrtio år, ersattes under Europaturnéerna på våren och hösten 2007 av Steve Kid, som tidigare har spelat med Robert Lucas och Barry Levenson. I början av oktober 2008 lämnade Robert Lucas gruppen för andra gången. Han ersattes av sångaren, gitarristen och munspelaren Dale Spalding. Robert Lucas hade planerat att återuppta sin solokarriär, men avled 
den 23 november 2008 av en överdos i Long Beach. Från hösten 2008 till våren 2010 bestod Canned Heat av Fito de la Parra, Dale Spalding, Greg Kage och Barry Levenson, men under sommarturnén 2009 medverkade återigen Larry Taylor och Harvey Mandel med anledning av Woodstockfestivalens fyrtioårsjubileum. Gruppen turnerade i både USA och Europa, bland annat under projektnamnet "Heroes of Woodstock", där flera andra band från samma Woodstockepoken ingick, till exempel Big Brother and the Holding Company, Melanie, Ten Years After, Jefferson Starship och Country Joe and the Fish.
På våren 2010 ombildades Canned Heat på nytt, varvid Taylor och Mandel ersatte Kage och Levenson som ordinarie medlemmar. Fram till 2013 var Canned Heat således en kvartett bestående av Dale Spalding och de tre överlevande Woodstockveteranerna Fito de la Parra, Larry Taylor och Harvey Mandel. Med denna besättning framträdde gruppen i Göteborg och Malmö sensommaren 2010 och i Norrtälje sommaren 2012. Under 2013 inträdde John Paulus ofta som ersättare för Harvey Mandel, som insjuknat i cancer. Paulus deltog bland annat under bandets Sverigeturné i oktober detta år. I januari 2014 meddelade bandet att Paulus blivit inkallad som permanent vikarie intill dess att Mandel förmår återvända. Larry Taylor avled i augusti 2019 och ersattes av Rick Reed. När bandet i september 2021 återupptog verksamheten efter coronapandemin hade gitarristen John Paulus ersatts av Jimmy Vivino.
Tillsammans med musiker som Paul Butterfield, Mike Bloomfield och John Mayall gjorde Canned Heat under 1960-talets andra halva den traditionella bluesen tillgänglig även för en yngre vit publik. Flera av medlemmarna var själva blueshistoriker och skivsamlare, vilket förklarar deras stora intresse för John Lee Hooker, Memphis Slim och Albert Collins. Under storhetstiden förknippades Canned Heat i hög grad med frontfigurerna Alan Wilson och Bob Hite. Efter deras bortgång har gruppen fortsatt att utvecklas. Som framgår ovan har en lång rad bluesmusiker antingen skolats inom Canned Heat eller medverkat i gruppen under kortare eller längre perioder.

## Nuvarande medlemmar
- Adolfo "Fito" de la Parra – trummor, sång (1967–)
- Jimmy Vivino – gitarr, sång (2022–)
- Dale Wesley Spalding - gitarr, munspel, bas, sång (2008–)
- Rick Reed - bas (2019-)

## Tidigare medlemmar
| - Bob "The Bear" Hite – sång, munspel, gitarr (1965–1981; död 1981) - Alan "Blind Owl" Wilson – gitarr, munspel, sång (1965–1970; död 1970) - Stuart Brotman – bas (1965–1966) - Mike Perlowin – gitarr (1965; död 2021) - Keith Sawyer – trummor (1965) - Kenny Edwards – gitarr (1965; död 2010) - Ron Holmes – trummor (1965) - Henry "The Sunflower" Vestine – gitarr (1965–1969, 1970-74, 1980–1981, 1985–1988, 1992–1997; död 1997) - Frank Cook – trummor (1965–1967; död 2021) - Mark Andes – bas (1966–1967) - Larry "The Mole" Taylor – bas, gitarr, sång (1967 –1970, 1978–1980, 1987–1992, 1996–1997, 2010–2019; död 2019) - Harvey "The Snake" Mandel – gitarr (1969–1970, 1990–1992, 1996–1999, 2010–2014) - Antonio de la Barreda – bas (1970–1972; död 2009) - Joel Scott Hill – gitarr (1970–1972) - Richard Hite – bas, gitarr, sång (1972–1977; död 2001) - James Shane – gitarr, bas, sång (1972–1974) - Ed Beyer – keyboard (1972–1974) - Clifford Solomon – saxofon (1972–1974; död 2004) - Jock Ellis – trombon (1972–1974) - Chris Morgan – gitarr (1974–1977) - Gene Taylor – keyboards, gitarr (1974–1976; död 2021) - Stan Webb – gitarr (1976) - Mark Skyer – gitarr (1976–1977) | - Richard Exley – bas (1977–1978) - Mike "Hollywood Fats" Mann – gitarr (1978–1980; död 1986) - Ronnie Barron – keyboard (1978, 1987–1988; död 1997) - Jay Spell – keyboard (1978–1980; död 2010) - Mike Halby – gitarr (1978–1984; död 2008) - Jon Lamb – bas (1980) - Ernie Rodriguez – bas (1980–1985) - Richard Kellogg – sång, munspel (1981–1985; död 2008) - Walter Trout – gitarr (1981–1985) - James Thornbury – sång, gitarr, munspel (1985–1995; död 2017) - Skip Jones – bas (1985–1987) - Junior Watson – gitarr (1988–1990, 1992–1997) - Ron Shumake – bas (1990–1996; död 2014) - Becky Barksdale – gitarr (1992) - Smokey Hormel – gitarr (1992) - Robert Lucas – sång, slidegitarr, munspel (1995–2000, 2005–2008; död 2008) - Mark "Pocket" Goldberg – bas (1996) - Jacob Montreal – keyboard (1996; död 2001) - Tim "Bird" Pigeon – bas (1996; död 1997) - Greg Kage – bas (1996–2010) - Paul Bryant – gitarr (1997–2000) - Stanley "The Baron" Behrens – saxofon, flöjt, munspel, sång (2000–2005) - Dallas Hodge – sång, gitarrer (2000–2005) - Don Preston – sång, gitarr (2005) - Barry Levenson – gitarr (2006–2010) |

## Diskografi (urval)
Studioalbum
- Canned Heat (1967)
- Boogie With Canned Heat (1968)
- Living the Blues (1968)
- Hallelujah (1969)
- Vintage (1969)
- Future Blues (1970)
- Historical Figures and Ancient Heads (1972)
- The New Age (1973)
- One More River to Cross (1974)
- Human Condition (1978)
- Kings of the Boogie (Dog House Blues) (1981)
- Reheated (1988)
- Internal Combustion (1994)
- Canned Heat Blues Band (1996)
- Boogie 2000 (1999)
- Friends in the Can (2003)
- Christmas album (2007)

Livealbum
- Canned Heat '70 Concert Live in Europe (1970)
- Live at Topanga Corral (1970)
- Captured Live (1980)
- Hooker n' Heat: Recorded Live at the Fox Venice Theater (1981)
- The Boogie Assault: Live in Australia (1982)
- Boogie up the Country (1987)
- Burnin' live (1991)
- Canned Heat Live (1993)
- In Concert (1995)
- Live at Turku Festival (1995)
- Live at Montreux 1973 (2011)

Samlingsalbum
- Canned Heat Cookbook (1969)
- Canned Heat Collage (1971)
- The Best of Canned Heat (1972)
- The Very Best of Canned Heat (1975)
- In memory of Bob Hite (1981)
- Let's Work Together: The Best of Canned Heat (1989)
- On the Road Again (1989)
- The Big Heat (1992)
- Uncanned! The Best of Canned Heat (1994)
- The Ties That Bind (1997)
- House of Blue Lights (1998)
- Boogie House Tapes, vol I (2000)
- The USA Sessions (2003)
- Boogie House Tapes, vol II (2004)
- The Very Best of Canned Heat (2005)
- Instrumentals 1967-1996 (2006)
- Under the Dutch Skies (2007)
- Boogie House Tapes, vol III (2008)
- Revolution (2012)

Samarbeten
- Hooker 'n' Heat (Canned Heat tillsammans med John Lee Hooker) (1971)
- Memphis Heat (tillsammans med Memphis Slim) (1973)
- Gate's on the Heat (tillsammans med Clarence "Gatemouth" Brown) (1974)